# 长尾纹胸鮡
长尾纹胸鮡（学名：Glyptothorax longicauda）为輻鰭魚綱鯰形目鮡科纹胸鮡属的鱼类。在中国，分布于云南盈江、属伊洛瓦底江水系等，體長可達19.3公分，棲息在底中層水域，生活習性不明。该物种的模式产地在云南腾冲、盈江。
种加词 longicauda 意为“长尾的”。